# Nicholas Trivet
 (mars 2019).
Si vous disposez d'ouvrages ou d'articles de référence ou si vous connaissez des sites web de qualité traitant du thème abordé ici, merci de compléter l'article en donnant les références utiles à sa vérifiabilité et en les liant à la section « Notes et références ».
Nicholas Trivet, ou Nicolaus Triveth, Nicolas Trevet en français, né à Norfolk vers 1258 et mort en 1328, est un théologien, historien et chroniqueur anglais.

## Biographie
Nicholas Trivet est le fils de Sir Thomas Trivet de Norfolk, chef justicier au tribunal du roi. Chevalier éduqué à l'université d'Oxford puis à l’Université de Paris où il a commencé ses recherches. De retour en Angleterre, il est entré chez les dominicains dont il est peut-être devenu le prieur. Il a enseigné à l'université d'Oxford où il a été régent à deux reprises. Selon Cristoforo Baggiolini, il se serait rendu dans le sud de la France où il se serait signalé par son zèle contre les hérétiques avant de se rendre en Italie où, prêchant la trêve de Dieu entre les seigneurs et les villes libres de Lombardie contre les hérétiques piémontais, il aurait exhorté les troupes catholiques en armure et portant un immense crucifix en étendard jusqu’aux milieu des batailles.
On a dix-huit œuvres de Nicholas Trivet. Il a écrit en latin une Expositio super librum Boecii Consolatione (« Explication de la Consolation de Philosophie de Boèce »), des Annales Sex regum Angliæ (« Annales des six rois d’Angleterre ») qui commence en 1136 avec le règne d’Étienne de Blois et se termine en 1307 à la mort d’Édouard Ier, des Annales ab origine Mundi ad Christum (« Annales depuis les origines du Monde jusqu’au Christ »), un commentaire sur le De civitate Dei de saint Augustin ainsi qu’un commentaire sur les tragédies de Sénèque qui annonce la Renaissance.
Il a également écrit en anglo-normand vers 1334 la Cronicles que frère Nichol Trivet escrit à ma dame Marie la filhe moun seignour le roi d'Engleterre Edward le filtz Henri pour la fille d’Édouard Ier, la princesse Mary (11 mars 1279-29 mai 1332), devenue nonne en 1285 à Amesbury, (Wiltshire) contient l’Histoire de Constance qui a inspiré tant Chaucer que John Gower.
L’œuvre littéraire de Nicholas Trivet en tant que commentateur de Tite-Live, Juvénal, Ovide, Sénèque ou Aristote dépasse tout ce qui s’est écrit en son siècle en Angleterre. Quant à son travail de commentateur de la Bible, il se distingue aussi par son originalité et son indépendance par rapport aux traditions des écoles médiévales. Son travail de chroniqueur lui a également valu une grande réputation de fiabilité qui a contribué à le faire connaître hors des frontières de son pays et même subventionner ses recherches par le pape Jean XXII.

## Œuvres
- Nicholas Trivet, Cronicles que frère Nichol Trivet escrit à ma dame Marie la filhe moun seignour le roi d'Engleterre Edward le filtz Henri, Paris, Bibliothèque nationale de France, Manuscrit Fr. 9 687
- Annales sex regum Angliæ, qui a comitibus Andegavensibus originem taxerunt, Londini, sumptibus Societatis, 1845
- Professorum ordinis predicatorum Thome Valois & Nicolai Triveth inlibros beati Augustini de civitate Dei commentaria
- Exposicio Fratris Nicolai Trevethi Anglici Ordinis Predicatorum super Boecio De consolacione, Éd. Edmund T. Silk, Library of Congress, Jefferson, LJ139B, 1986
- Commento alla Medeea di Seneca Nicola Trevet, Éd. Luciana Roberti, Bari, Edipuglia, 2004  (ISBN 88-7228-400-7)
- Commento alla Phaedra di Seneca Nicola Trevet, Éd. Maria Chiabó, Bari, Edipuglia, 2004  (ISBN 88-7228-393-0)
- Commento alle Troades di Seneca Nicola Trevet, Éd. Marco Palma, Roma, Edizioni di storia e letteratura, 1977
- Commento alle Phoenissae di Seneca Nicola Trevet, Ed. critica a cura di Patrizia Mascoli, (Quaderni di Invigilata Lucernis ; 31) Edipuglia, 2007.